# Aphis silenicola
Aphis silenicola är en insektsart. Aphis silenicola ingår i släktet Aphis och familjen långrörsbladlöss. Inga underarter finns listade i Catalogue of Life.